# 酒井直方
酒井 直方（さかい なおかた）は、江戸時代の武士。出羽庄内藩家老。酒井奥之助家第8代。

## 経歴
享和2年（1802年）、庄内藩亀ヶ崎城代酒井直寛の長男として生まれる。文政13年（1830年）2月、父直寛の隠居により家督と知行1200石を相続。
天保2年（1831年）3月、家老となる。天保13年（1842年）4月、藩主酒井忠器が隠居して、忠発が新藩主となると、忠発を廃立して、分家旗本忠明を擁立しようと企てるも露見して、忠明は捕らえられ、支藩松山藩に幽閉された。
弘化2年（1845年）1月、忠発を廃立して、弟忠中を擁立を企てるも、8月、忠中の病死により挫折した。弘化3年（1846年）2月、亀ヶ崎城代に左遷。弘化4年（1847年）8月、再び家老となる。
嘉永2年（1849年）、藩主忠発が、九条尚忠の娘夙子入内の奉賀のため上洛を命じられ、その供をして御所に参内し孝明天皇に拝謁を賜る。
万延元年（1860年）、隠居逼塞を命じられる。慶応元年（1865年）3月28日死去。享年64。

## 酒井直方が登場する作品
小説
- 藤沢周平『義民が駆ける』